# Conophorus decipiens
Conophorus decipiens är en tvåvingeart som först beskrevs av Friedrich Hermann Loew 1873.  Conophorus decipiens ingår i släktet Conophorus och familjen svävflugor. Inga underarter finns listade i Catalogue of Life.